# Хуняде
 Тази статия е за замъка в Тимишоара.  За замъка в Хунедоара вижте Хуняди (замък).  
Замъкът Хуняде (на румънски: Castelul Huniade) е замък в град Тимишоара, Румъния, най-старата постройка в града.
Построен е в периода 1443-1447 г. по заповед на Янош Хуняди върху стария кралски замък от 14 век (построен по време на Карл I Анжуйски). Днес в него се намират историческият и природонаучният отдел на Банатския музей.